# 一色直兼
一色 直兼（いっしき なおかね）は、室町時代の武将。鎌倉公方・足利持氏の家臣。幸手一色家の嫡流。

## 略歴
直兼は足利持氏の御一家衆かつ重臣として仕え、軍事的にも鎌倉公方衆を束ねた。主君・持氏が引き起こした永享の乱では、甥の一色時家と共に永享10年8月15日（9月4日）関東管領上杉憲実討伐の下命を請けて上野国平井城に向け出陣したが、駿河国守護の今川氏が幕府方として参戦したため持氏方は劣勢となる。直兼も自軍から憲実方へ寝返りが続出し、同9月4日（9月23日）には平井城を打って出た憲実勢の逆襲を受け、海老名本陣の持氏と共に鎌倉を目指し敗走した。
同11月1日（11月18日）、持氏が上杉方の長尾忠政（芳傳、長尾忠綱の子）に相模国葛原で投降すると直兼等の持氏近臣は恭順のため相模金沢の称名寺に入ったが許されず、幕府の差し向けた討伐軍に攻められて同年11月7日（1438年11月24日）自害した（永享記）。
甥にあたる持家（時家、刑部少輔）も直兼と共に戦い、持氏方が敗れると関東を出奔し三河国に逃れた。その後も幸手一色家は絶えることなく、結城合戦に参陣した一色伊予六郎や、持氏の子の鎌倉公方足利成氏に仕えて宮内大輔と称した一色直清らがいる。
直兼ら幸手一色氏の永享の乱への加担は、三河守護一色氏粛清の遠因となった。